# オリンピック国立公園
オリンピック国立公園（おりんぴっくこくりつこうえん、英語: Olympic National Park）は、ワシントン州、オリンピック半島（Olympic Peninsula）にあるアメリカ合衆国の国立公園。
公園は3つの基本領域に分けられる。太平洋の海岸線、オリンピック山脈、温帯雨林である。元々は、セオドア・ルーズベルト大統領が1909年オリンピック国定公園を設立し、米国議会による国立公園への変更の議決を経て、1938年フランクリン・ルーズベルト大統領が法律に署名した。1976年にはオリンピック国立公園は生物圏保護区になり、1981年世界遺産に登録された。1988年、オリンピック半島のほぼ全域がオリンピック自然保護地域（Olympic Wilderness）に指定され、地域の保護がさらに強化された。年間訪問者数は、3,000,000人前後（2006年は、2,749,197人）、最寄の都市はワシントン州のポートエンジェルスである。

## 太平洋岸の海岸線
オリンピック国立公園の太平洋岸沿いの細長い土地は、起伏に富んだ、しばしば霧で覆い隠された砂浜の広がりと隣接する小さな森である。長さは117.5km（73 マイル）（幅はわずか数マイル）ある。主な川の河口で2度だけ途切れ、そこには人が住む先住民の地域社会がある。ホー族はホー川（Hoh River）に、キルート族はキルート川（Quileute River）の河口のラ・プッシュ（La Push）という町に住んでいる。ホー族はキルート族の支族である。連続した自然の広がりは10から20マイルにわたるが、見慣れたものとは時間的にも空間的にもしばしばまったく違うように見える。
ある海辺は贅沢な砂浜だが、ある海辺は扱いにくい重い岩と巨岩だらけである。たくましいハイカーでさえ、薮、繁茂、滑りやすい足場、潮の干満、温帯雨林気候のため、速く歩くことはできない。オリンピック国立公園の内陸部と違って海岸線沿いは行きやすいが、軽い日帰りハイキングの距離を超えて行く人は普通ほとんどおらず、見かけよりもはるかに難しい地域である。

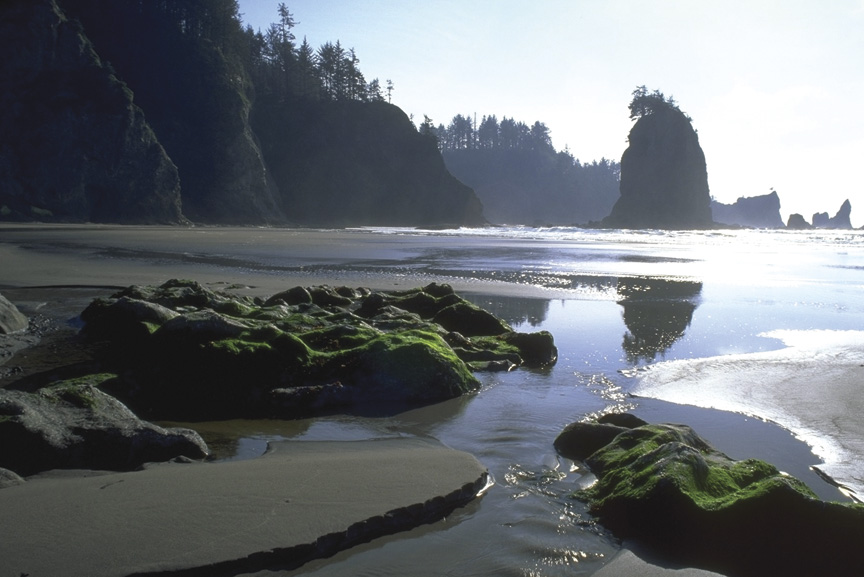
オリンピック半島の太平洋岸の波打ち際

海岸でもっとも人気のある場所は、9マイルのオゼット・ループ（Ozette Loop）である。オゼット湖（Lake Ozette）の歩道の起点から、最初の3 マイルの行程は、原始に近い海岸のアメリカネズコ沼を通る板張りの遊歩道を通る。一旦海辺に出ると、次の3 マイルの行程では、最高の先住民の海辺の居住地に沿って満潮時に横断するための岬の道を歩く（住んでいる先住民はいない。 - それほど遠くない北にあるニア湾（Neah Bay）にはマカー族（Makah）の使われていない家がある）。3番目の3マイルの板張りの歩道の行程は、ほとんどの人にとって、動く歩道がないととても歩けない。板張りの歩道とえり抜きの優しい海辺の散策がオゼットの人気を高めている。
砂のすぐ近くまで木々が密集した森があり、その結果、倒木が元となった多くの木が海辺に散乱している。太平洋岸の細長い地域の南端方向に流れる伝説のホー川は、非常に荒々しい川で、大量の朽木その他の漂流物を海へ押し流す。その後漂流物は北に流れることが多く、海辺を豊かにしている。川や海辺からの流木 - 丸太、沈んでいる丸太、先端部、根の小さな塊の除去は、北米全域での主な自然馴致の手法である。すなわち、自然の流木の堆積は、見た目だけではなく生物学的にも堂々とした姿を形成しており、この地域には、昔ながらの趣があるが、以前の海辺の写真には驚くほどの量の流木が写っている。漂流物はかなり遠くから来ることが多い - 大河コロンビア川はかつては太平洋北西海岸へ流木を押し流したり養分を流したりするのに多大な寄与をしていた。
オリンピック国立公園の海岸部の細長い区域は、半島中央部のはるかに大きい公園の主要部とつながってすらいない。フランクリン・ルーズベルト大統領は、細長い回廊状の公園区域を指定してこれらをつなげようとしたが、政治上の力がそうならない方向に働いた。

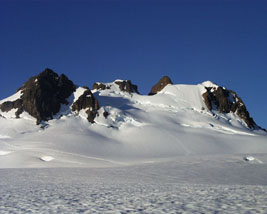
ブルー氷河（Blue Glacier）からのオリンポス山頂の眺め

## 氷河のオリンピック山脈
オリンピック国立公園の中心には、山腹と稜線が巨大な太古からの氷河に覆われたオリンピック山脈がある。
山脈自体は、ファンデフカプレートの沈み込み帯と関連する付加体の隆起の産物である。
地質の組成は、好奇心をそそる玄武岩質と堆積岩質のメランジュである。
山脈の西半分では、高さ 2,428 m（7,965 フィート）のオリンポス山が他を圧倒している。
オリンポス山では多量の降雪があり、結果として、ノース・カスケードを除く米国本土において火山以外でもっとも大きな氷河作用を受けている。
いくつかの氷河があるが、そのうち最大のものはホー氷河で、長さは 5 km 近くある。
東を見ると、西側の山脈の雨蔭のため、山脈はずっと乾燥するようになる。
こちらには数多くの高峰と岩だらけの尾根がある。
この地域の最高峰は、2,374 m（7,788フィート）のデセプション山（Mount Deception）である。

## 温帯雨林

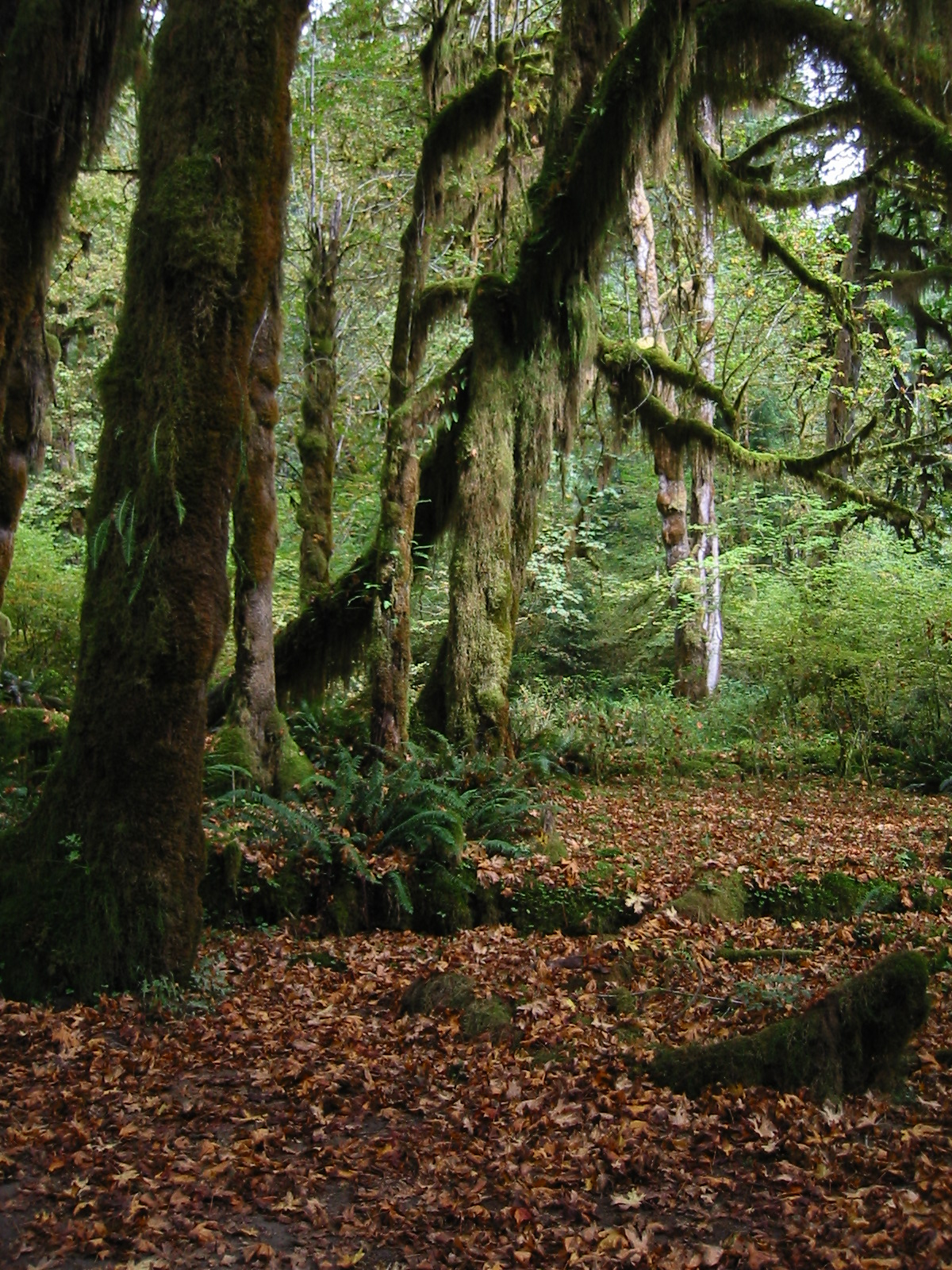
ホー川の近くのコケに覆われたビッグリーフ・メイプル

公園の西側には、ホー・レイン・フォレスト（Hoh Rain Forest）やキノート・レイン・フォレスト（Quinault Rain Forest）を含む温帯雨林があり、米国本土で最も湿った地域である（ハワイ州のカウアイ島ではもっと雨が降る）。
温帯雨林であるため、南米のアマゾンの熱帯雨林のような熱帯雨林とは逆に、熱帯性シダ植物が生い茂るのではなく、むしろ濃密なトウヒ（シトカトウヒ）、モミ、アメリカツガ、ベイスギを含む森林や、これらの木々の樹皮を覆い、枝から緑の湿った巻きひげのようにポタポタ垂れさえするコケが見られる。

## 自然史
公園は、高い山脈により南の本土から切り離された孤立した半島にあるため、（オリンピックマーモットのように）他では見ることができない多くのユニークな植物種、動物種が進化した。また、オリンピック半島の南西の海岸線は、北米太平洋岸で最も北の氷河のない地域であり、結果として - 最終氷期において山から海岸まで今日のおよそ2倍の距離があったことに助けられ -  植物がそこから北の氷河で覆われた地域へ広がる際の一時避難場所となった
また、北西地区の太平洋岸だけに多くの固有種（ニシアメリカフクロウ、アメリカマダラウミスズメ、ワピチの北アメリカ亜種のルーズベルト・エルクなど）やブルトラウトなどのマスの生息地ともなっている。この重要性故に、科学者はここを生物圏保護区と宣言し、動植物がどんな風に進化するのかをよりよく理解するためユニークな種の研究を行っている。地域の自然史に関する良書は、ティム・マックナルティ（Tim McNulty）の「オリンピック国立公園：自然史案内」（Olympic National Park: A Natural History Guide）である。
ただし、1920年代に公園敷地内に持ち込まれたシロイワヤギは生態系に大きな変化をもたらしており、少なくとも3種の固有種の植物は食害を受けている。また、公園内にダムも建てられたが、エルホワ川でのタイヘイヨウサケ属とスチールヘッドなどのサケの遡上を阻むダムの撤去が行われており、高さ64 mのグラインズキャニオンダムと33 mのエルホワダムは撤去された。一方、2008年にフィッシャーの再導入が行われた。

## 人類史

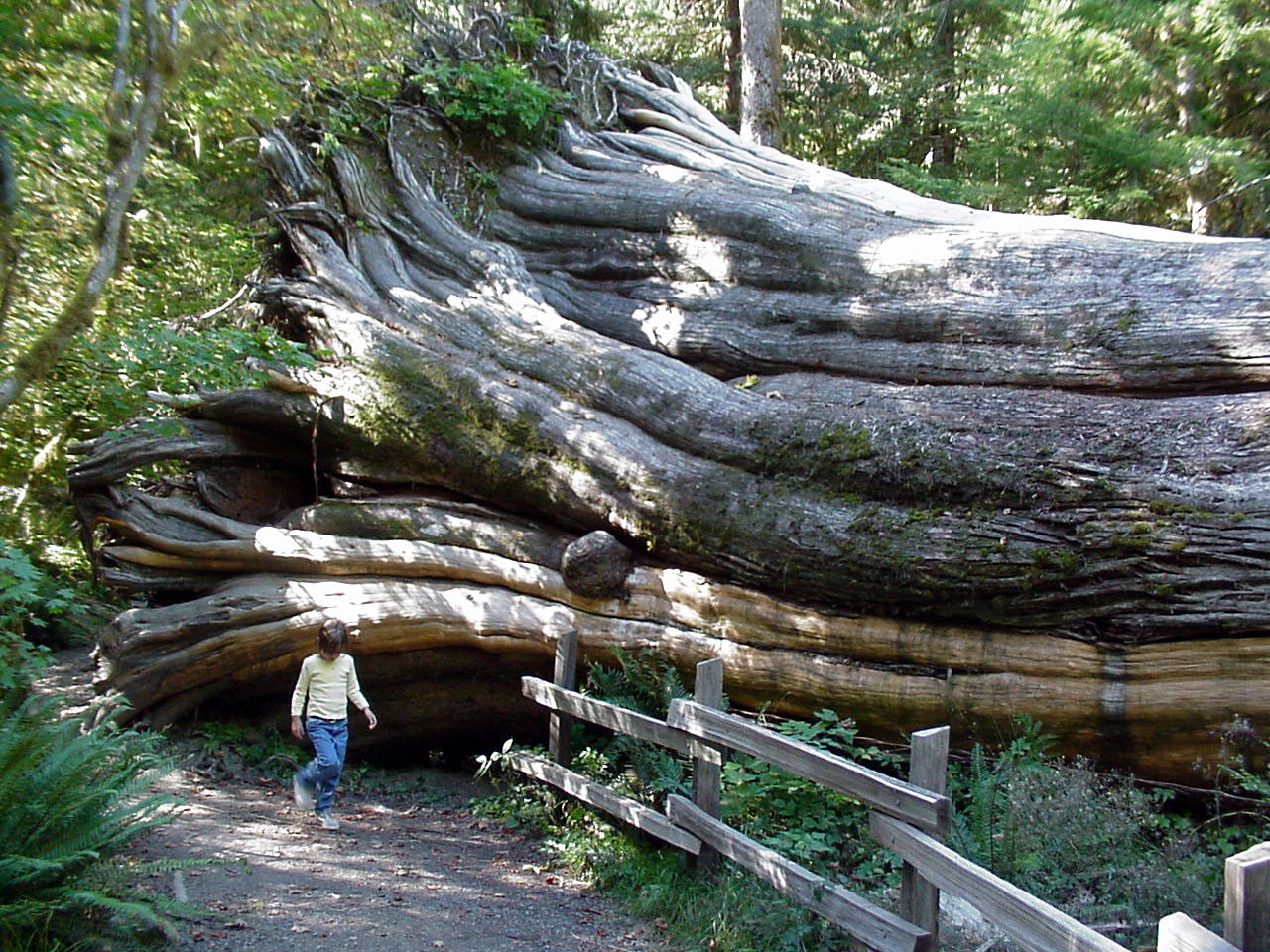
倒木

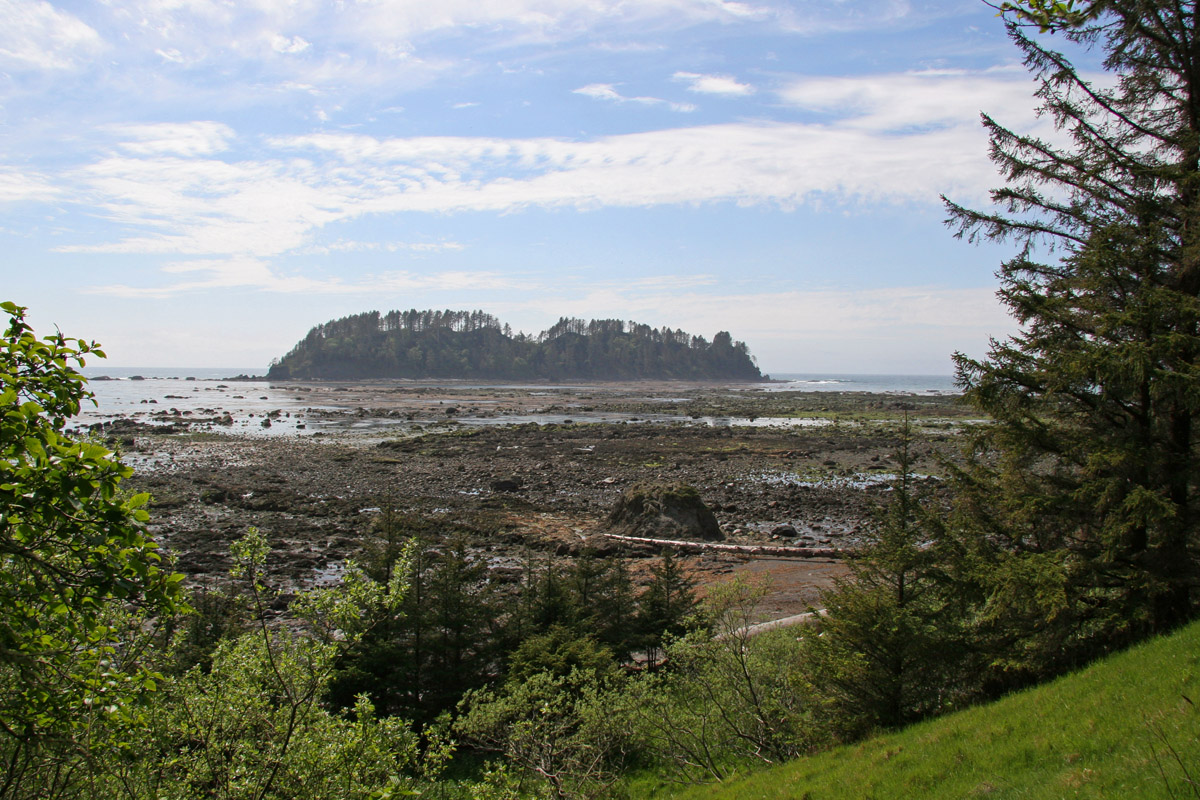
アラヴァ岬とオゼット島

ヨーロッパの入植者の流入以前にオリンピックの住んでいたのはインディアンであり、主として狩猟、漁労を行っていた。
しかし、最近行われた山脈（オリンピック山脈及び他の北西部の山脈）に関する記録の調査及び体系的な考古学的調査は、インディアンがかつて考えられていたよりもはるかに幅広い目的でこの地、とりわけ亜高山の草地を利用していたと指摘している。
すべてではないにしろほとんどの北西部太平洋沿岸地区の先住民文化圏は、民族誌学者、企業家、入植者がこの地にやってくるずっと前に、ヨーロッパ人が持ち込んだ病気（多数の人が亡くなった）、その他の要因により多かれ少なかれ深刻な悪影響を受けた。このためヨーロッパ人が見聞し、記録したものは、かなり零落したあとの先住民の文化基盤であった。
オリンピック山脈で、現在、数多くの文化遺産が確認されており、重要な遺物が発見されてきている。
入植者が姿を見せ始めた頃、北西部太平洋沿岸地区における採取産業は勃興期にあった。とりわけ木材関連の産業は、1800年代後半と1900年代初期において急速に始まった。
伐採に対する大衆の反発は、皆伐されてしまった山腹を人々が初めて目の当たりにした1920年代に根を下ろし始めた。
この時期は、人々の自然への関心が爆発的に高まった時期であった。すなわち、自動車の利用が進み、人々は、オリンピック半島のような、かつては遠隔地であったところに旅行するようになった。
オリンピック半島における新しい国立公園を作るという提案の公式な記録は、著名な人物、ジョセフ・オニール（Joseph O'Neil）中尉とジェームズ・ウィッカーシャム（James Wickersham）判事による1890年代の遠征によって始まる。
彼らはオリンピック半島の自然の探検中に出会い、その後、この地を保護地域にしようと政治的に協力し合う。
1900年代初期のワシントン州議会（Washington State Legislature）での彼らの努力は失敗するが、1909年、セオドア・ルーズベルト大統領は、主としてオリンピック半島原産のルーズベルト・エルクの群れの山麓の出産場所及び夏期の生息地を保護するために、オリンパス山国定史跡（Mount Olympus National Monument）を創設した。
フランクリン・ルーズベルト大統領が、1938年にこの地域を国立公園に指定するまで、地域の保全を望む大衆の声は高まり続けた。
国立公園となった後も、公園内で違法な伐採が続けられた。公園内にあるきわめて貴重な森林をめぐり今日まで政治闘争は続いている。
オリンピック半島での伐採は続いているが、公園内では行われていない。
オリンピック国立公園の森林をめぐる戦いの詳しい歴史を著した書物は、カールステン・リーン（Carsten Lien）の「オリンピックの戦場:森林保護の政治力学」（Olympic Battleground: The Power Politics of Timber Preservation）である。

## レクリエーション

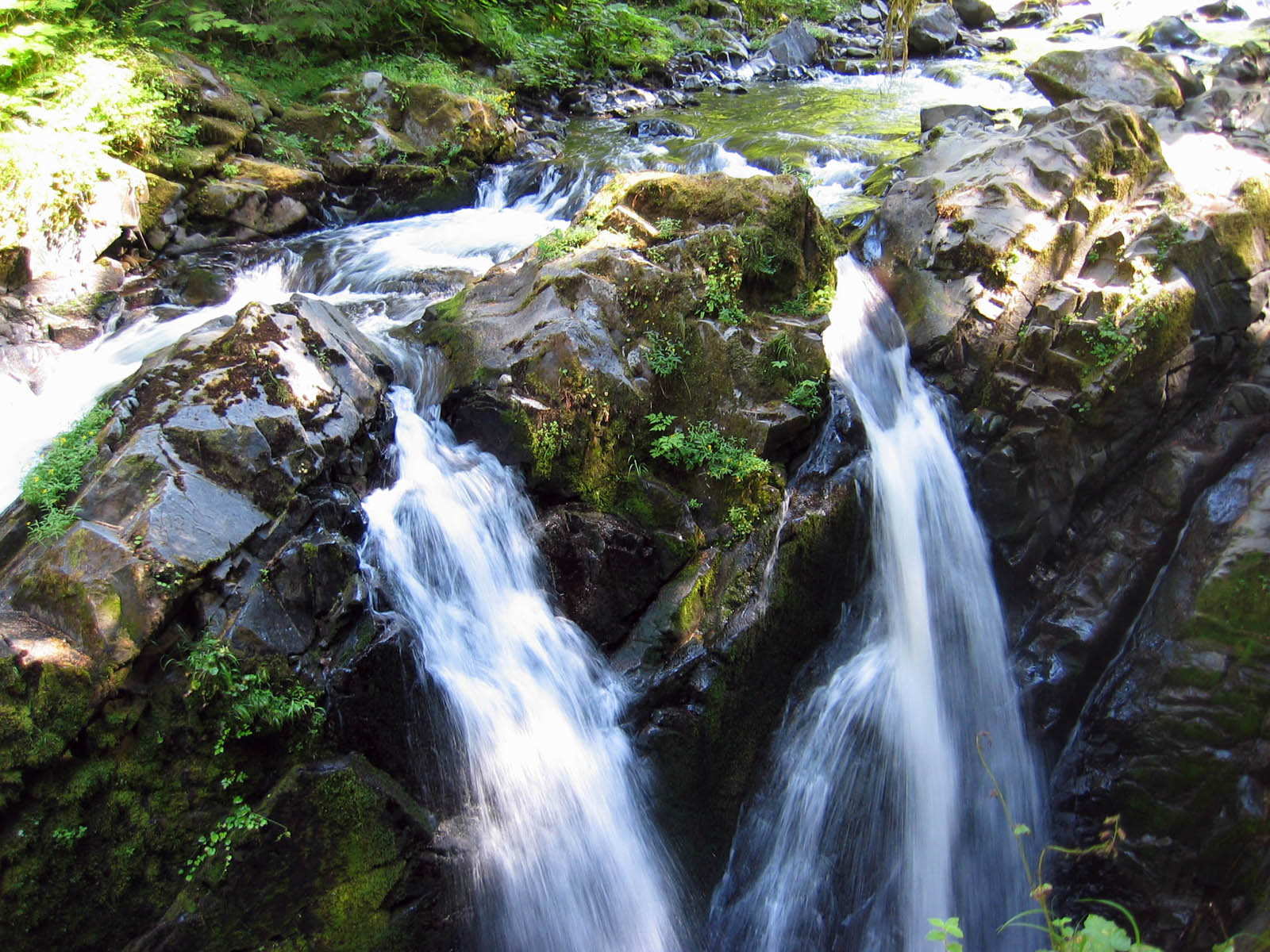
ソル・ダック滝

公園内にはいくつか道路があるが、奥深く入っていくものはない。
公園の大きさ、遠さは内部の高地へは週末だけでは行けないことを意味しているが、ハイキング道路網は整備されている。
植物で埋め尽くされ、無数の緑の色調を織りなしている雨林の景色は、旅行中、雨に降られる可能性があったとしても十分に価値がある。もっとも7月、8月、9月は長期にわたって雨が降らないことが多い。
オリンピック国立公園のほぼ他に類を見ない特徴は、海辺沿いのバックパッキングができることである。
公園の海岸線は、丸1日海辺沿いに歩けるほどで、日帰りではない旅行にとっても十分に長い。
山腹（セブン・レイクス盆地（Seven Lakes Basin）が有名な例）を苦労して登るのに比べれば牧歌的ではるが、潮の干満には注意しなければならない。すなわち、海辺の最も狭い部分では、満潮時は崖まで波が打ち寄せ、通路を塞ぐ。
また、ぬかるんだ急な道と固定されたロープを使って苦労しながら進まなければならないいくつかの高台がある。

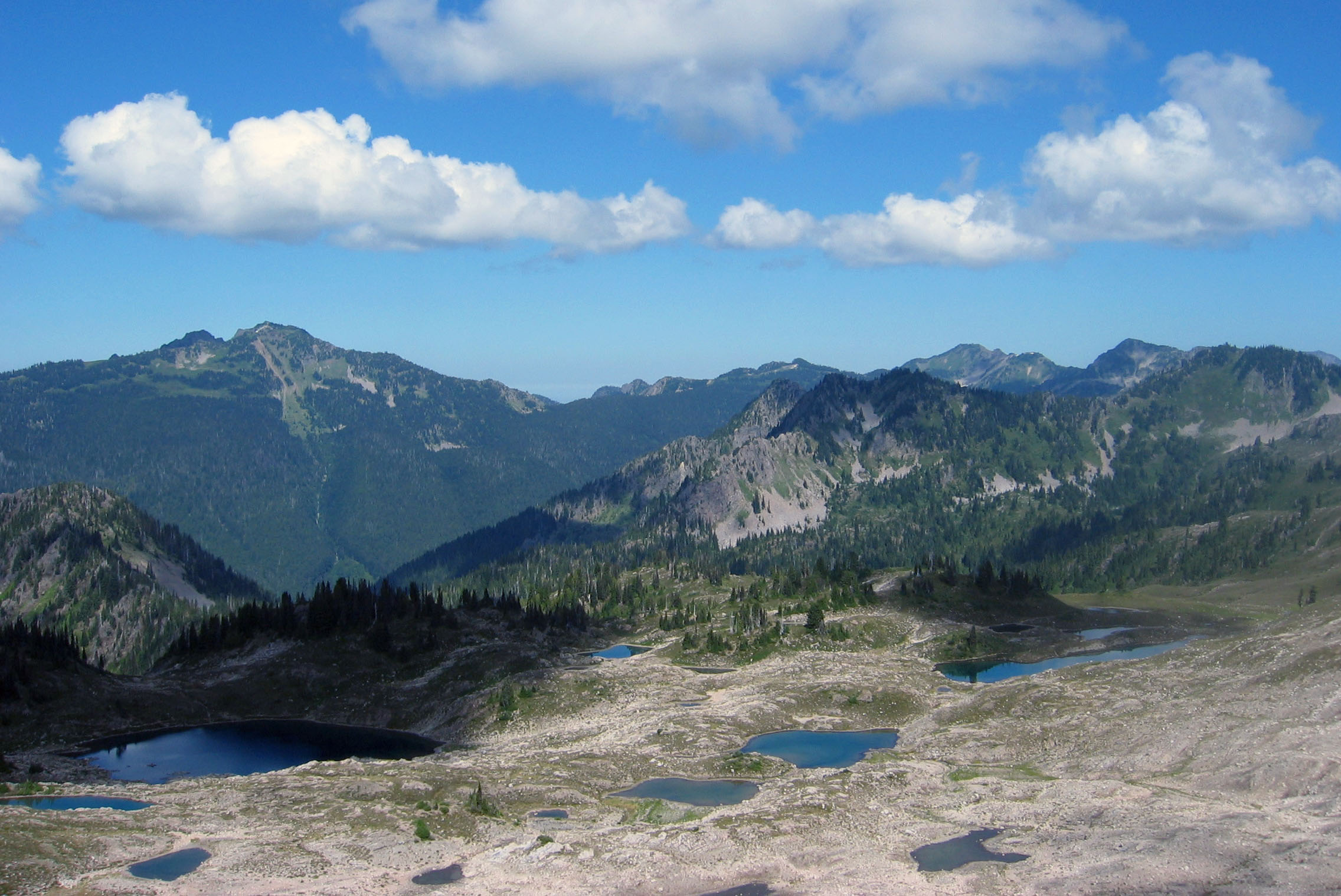
セブン・レイクス盆地

冬の間、ハリケーン・リッジ（Hurricane Ridge）として知られる人気のある見晴らしの良い場所では、アルペンスキーとノルディックスキーが楽しめる。
ハリケーン・リッジ・ウインター・スポーツ・クラブは、非営利のアルペンスキー場を運営しており、スキー・レッスン、レンタル、安価なリフトのチケットを提供している。
小さなアルペンスキー場には、ロープ・トウ（ロープによる牽引式のリフト）が2つ、ポマ・リフトが1つある。
山スキーヤーは、頂上までヒッチハイクして戻るために、よくハリケーン・リッジ・ロードを滑り降りる。

## 世界遺産
この世界遺産は世界遺産登録基準のうち、以下の条件を満たし、登録された（以下の基準は世界遺産センター公表の登録基準からの翻訳、引用である）。
- (7) ひときわすぐれた自然美及び美的な重要性をもつ最高の自然現象または地域を含むもの。
- (9) 陸上、淡水、沿岸および海洋生態系と動植物群集の進化と発達において進行しつつある重要な生態学的、生物学的プロセスを示す顕著な見本であるもの。

## オリンピック国立公園を舞台とする作品
- 『暗い森』（原題：“The Dark Place”、アーロン・エルキンズ、1983年）
- 『トワイライト』（原題："Twilight"、ステファニー・メイヤー、2005-2008年）ー2008年から、シリーズとして映画化